# Vilson
José Vilson Franklin Silva, nascido em Nossa Senhora da Glória-SE em 03 de dezembro de 1972, popularmente conhecido como Vilson é um ex-futebolista brasileiro, que atuava como atacante. Jogou futebol profissionalmente por mais de 15 anos e passou por diversos clubes, como Itabaiana-SE, Sergipe-SE, Dorense-SE, entre outros. Atualmente, participa de campeonatos amadores em sua cidade natal e campeonatos supermasters.

## Carreira
A trajetória de Vilson no futebol começou cedo, marcada por paixão e determinação. Ainda muito jovem, com apenas 14 anos, na sua cidade natal, ele deu os primeiros passos em diversos times, começou no juvenil do Atlético União Gloriense, onde foi campeão e deu seus primeiros chutes rumo a uma carreira promissora. 
Em seguida, teve passagens por diversos times amadores em Nossa Senhora da Glória-SE, como Santos de finado Celino, pelo Grêmio de Glória, Cruzeiro, Casa Celine, Vasco do Nico, Flamengo de Miguel, moldando suas habilidades e preparando-se para os desafios futuros. Basicamente dentre os times amadores de sua cidade natal Vilson jogou quase em todos antes de se tornar jogador profissional.
Aos 17 anos, Vilson deu um grande salto em sua carreira ao ir para o Dorense, um time profissional de primeira divisão no campeonato Sergipano. Embora tenha começado como juvenil, ele rapidamente mostrou seu valor. Posteriormente, Vilson acabou jogando diversos campeonatos amadores pelos times de sua cidade natal. 
Após participar de um campeonato amador em Itabaiana-SE pelo Grêmio de Tonho de Deca, sagrou-se campeão com 27 gols, tornando-se artilheiro do campeonato. O desempenho notável levou a um convite para um teste na equipe profissional do Itabaiana. No primeiro teste, marcou 3 gols nos treinos, impressionando o treinador e o presidente, que incentivaram a assinar um contrato profissional. Mas, por ainda ser menor de idade, Vilson, precisou retornar para Nossa Senhora da Glória-SE para que seu pai pudesse formalizar a assinatura.
A grande virada de Vilson veio em 1993, quando subiu para o time profissional do Itabaiana. Em 1995, pelo Itabaiana, ele não apenas demonstrou seu talento, mas também atraiu a atenção de grandes clubes graças a suas impressionantes atuações, onde marcou 5 gols em 8 jogos na Série C do Campeonato Brasileiro. Esse desempenho excepcional levou o Sergipe a contratá-lo para a temporada de 1996.
O ano de 1996 foi particularmente notável para Vilson. Defendendo as cores do Sergipe, ele se tornou parte essencial da equipe que conquistou o histórico hexacampeonato sergipano, um feito que marcou profundamente sua carreira e história no futebol.
Após o sucesso no Sergipe, ele retornou ao Dorense em 1997, onde continuou a brilhar. Sua habilidade goleadora ficou evidente em 2001, quando se tornou o artilheiro do Campeonato Sergipano com 11 gols. Nesse mesmo ano, Vilson retornou para o Itabaiana para disputar a Série C do Campeonato Brasileiro, reafirmando seu status como um jogador de destaque no cenário do futebol.
Em 2002, Vilson retornou para o Sergipe. Nos anos seguintes, Vilson diversificou sua experiência ao jogar por vários clubes. Em 2003, destacou-se no Lagartense, tornando-se vice-artilheiro do campeonato sergipano com 17 gols. Depois, retornou em 2004 para o Dorense, posteriormente teve passagens pelo Maruinense em 2005 e pelo Camaçariense da Bahia em 2006, demonstrando sua versatilidade e adaptabilidade em diferentes equipes e estilos de jogo.
Em 2008, Vilson fez um retorno emocional para sua cidade natal, Nossa Senhora da Glória-SE, para jogar pelo Atlético Gloriense, que iria disputar pela primeira vez o Campeonato Sergipano Série A2. Foi um momento significativo, marcando o encerramento de sua notável carreira no futebol profissional.
Vilson não apenas deixou uma marca indelével no futebol profissional, mas também continua a influenciar o esporte na sua comunidade. Mesmo após concluir sua carreira profissional, ele mantém uma conexão profunda com o futebol, demonstrando que sua paixão pelo jogo transcende o cenário profissional.

## Carreira após pendurar as chuteiras do futebol profissional
Atualmente, ele atua como atacante pela equipe da AABB (Associação Atlética Banco do Brasil) em Nossa Senhora da Glória-SE, onde continua a exibir suas habilidades notáveis. Vilson tem sido uma figura chave nos campeonatos internos organizados pela AABB, onde seu talento o levou a ser artilheiro e campeão em diversas ocasiões. Seu desempenho excepcional também o levou a conquistar o campeonato do norte e nordeste, um feito memorável que destaca sua habilidade e dedicação.
Um momento particularmente marcante em sua carreira pós-profissional ocorreu durante a final do campeonato norte e nordeste de AABB, onde mesmo sofrendo com uma hérnia de disco, o que afetava severamente seu desempenho e lhe causava muitas dores, Vilson mostrou uma determinação e coragem extraordinárias. Naquela partida decisiva, ele foi um verdadeiro guerreiro, superando o desafio físico para marcar o gol do título. Esse momento exemplifica não apenas sua habilidade técnica, mas também sua força mental e resiliência.
Em 2021, aos 49 anos, Vilson se tornou campeão do Campeonato Sergipano de Futebol 7 pela equipe da Liga dos Belgas.
Já em 2022, aos 50 anos, Vilson alcançou um momento de orgulho ao se tornar campeão do Campeonato Municipal de Nossa Senhora da Glória pela equipe da Baixa Limpa. Nessa equipe, ele não só jogava como também era o capitão, demonstrando liderança e influência tanto dentro quanto fora de campo. Esta fase de sua carreira mostra que Vilson ainda mantém suas habilidades no futebol e continua sendo um exemplo de liderança e inspiração.
Com 51 anos, Vilson ainda continua encontrando grande alegria jogando em campeonatos amadores. Ele participa ativamente do Campeonato Municipal em Nossa Senhora da Glória-SE, onde em 17 de dezembro de 2023, consagrou-se campeão novamente pela equipe da Baixa Limpa com um gol decisivo. 
E esses são apenas alguns dos incontáveis feitos por Vilson após pendurar as chuteiras do futebol profissional.
Além de sua contribuição direta ao futebol, Vilson é uma fonte de inspiração para os jovens de sua comunidade. Ele é um exemplo vivo de que a dedicação e a paixão podem superar quaisquer adversidades. Seu legado vai além dos gols e títulos; ele é um modelo a ser seguido, mostrando que é possível alcançar grandes alturas com trabalho duro e perseverança.
Para sua família, Vilson é motivo de grande orgulho. Sua trajetória no futebol e sua habilidade de superar desafios inspiram não apenas seus familiares, mas todos ao seu redor. Ele é um lembrete de que, independentemente das dificuldades, é possível triunfar com coragem e determinação.

## Títulos como profissional

#### Sergipe
- Campeonato Sergipano: 1996

### Artilharias
- Campeonato Sergipano: 2001 (11 gols)

### Vice-artilharias
- Campeonato Sergipano: 2003 (17 gols)